# كفر الضبعي
قرية كفر الضبعي هي إحدى القرى التابعة لمركز العياط في محافظة الجيزة في جمهورية مصر العربية. حسب إحصاءات سنة 2006، بلغ إجمالي السكان في كفر الضبعي 3894 نسمة، منهم 2078 رجل و1816 امرأة.